# كول شي
كول حاي (بالعبرية: קול חי‏) هي محطة إذاعية إسرائيلية دينية تتبع طائفة اليهود لحريديم والمتدينين الوطنيين أنشئت في عام 1996 في إسرائيل.
يقع مقرها في مستوطنة بني براك،  وتبث ستة أيام في الأسبوع: وليس في يوم السبت.

## المساهمون

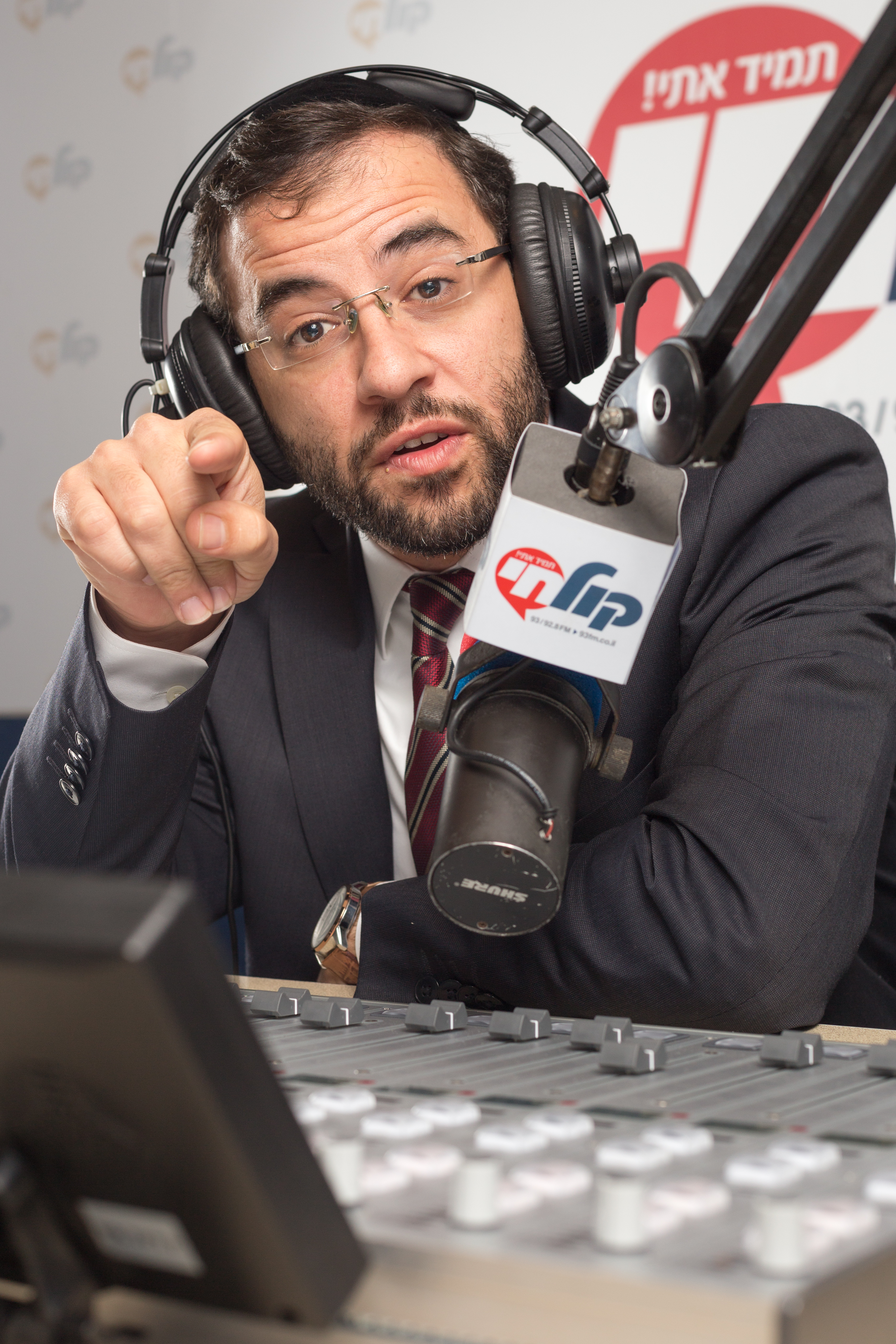
أفي ميمران - مقدم في إذاعة كول شي

- ديفيد لاو
- مردخاي لافي
- أفراهام يوسف

## روابط خارجية
- الموقع الرسمي باللغة العبرية